# Ознакова абетка
Ознакова абе́тка — абетка, в якій форми літер не довільні, а кодують фонологічні ознаки фонем, які вони представляють. Приклади включають наступне:
- Скоропис Ґреґа — Англійська мова (Gregg shorthand[en])
- Хангиль — Корейська мова
- Канадське складове письмо — Інуктитут, Інуїннактун, Крі, Сиксіка
- Абетка Шоу — Англійська мова, Есперанто
- Тенгвар — Квенья
- Видима мова (фонетична писемність)
- Мова знаків (писемність запису світових знакових мов; технічно не є абеткою)

Інші алфавіти можуть мати обмежені ознакові елементи. До прикладу, абетка Фрейзера, що використовується в мові Лісу, перевертає літери для тенуїсованих приголосних P /p/, T /t/, F /ts/, C /tʃ/ і K /k/ на 180°, щоб позначити придих. МФА також має деякі ознакові елементи, на кшталт гачків і хвостиків, які є прикметою імплозивів, ɓ ɗ ʄ ɠ ʛ, і ретрофлексних приголосних, ʈ ɖ ʂ ʐ ɳ ɻ ɽ ɭ. Діакритики МФА також є ознаковими.